# 邓胜利
邓胜利，男性，中共党员，中华人民共和国政治人物、全国脱贫攻坚先进个人。

## 生平
邓胜利曾任邵阳县住房和城乡建设局党组书记、局长。因在脱贫攻坚战中作出突出贡献，2021年2月25日全国脱贫攻坚总结表彰大会上，邓胜利被授予“全国脱贫攻坚先进个人”。现任邵阳县人大常委会副主任。